# 西宮弘
西宮 弘（にしみや ひろし、1906年5月14日 - 2003年11月22日）は、日本の官僚、政治家。陸軍司政官。

## 来歴・人物
茨城県水戸市出身。東京帝国大学法学部卒。内務省、戦後に自治省係長、岩手県出納長、宮城県副知事、日本社会党所属の衆議院議員。
岩手県出納長を経て、1956年10月に新たに宮城県知事に就任した大沼康の副知事に任命される。1959年3月、大沼の急逝を受けて知事選に立候補したが、落選。翌1960年の第29回衆議院議員総選挙に日本社会党公認で宮城1区から出馬し初当選。1963年に再度、宮城県知事選に立候補するが落選。同年の第30回衆議院議員総選挙に再出馬し当選した。
全金本山労働組合争議では、支援共闘会議議長を担う。支援集会後のデモ行進では機動隊と揉み合いになった。また、世界連邦運動推進団体・世界連邦日本国会委員会第6代事務総長を務めた。議員末期は社会党を除名され、1980年の衆議院選挙（無所属で立候補）で落選し、1983年参議院議員通常選挙でMPD・平和と民主運動（比例区）から立候補・落選以降は政界を引退し、仙台市内で労政事務所を開くなどしていた。
社会党では派閥につくことはなかったが、江田三郎を偲ぶ本が出版されたときは、親交があったのか文章を寄せている。このことから思想的には右派に属していた。
冤罪の疑いのある丸正事件の被告で、無期懲役に処せられた李得賢の仮釈放に助力した。
2003年11月22日11時33分、肺炎のため、仙台市青葉区の福祉施設で死去。97歳没。